# Judas Iscariot
Judas Iscariot war eine US-amerikanische Extreme-Metal-Band des Musikers Andrew Jay „Akhenaten“ Harris. Neben Judas Iscariot betrieb er das Label Breath of Night und die Bands Sarcophagus und Weltmacht sowie eine Internetseite zur polnischen Black-Metal-Szene.

## Bandgeschichte
Das Projekt wurde 1992 unter dem Namen Heidegger in den USA gegründet und 1993 in Judas Iscariot umbenannt. Akhenaten zog nach Deutschland, weil er sich in Deutschland wohler fühlte, wo seiner Ansicht nach Kultur und Geschichte eine größere Rolle spielen als Kommerz und Materialismus, die er ablehnt und mit denen er die US-amerikanische Kultur identifiziert. Dennoch wollte er Judas Iscariot als US-Band verstanden sehen.
Bis zur Veröffentlichung des Albums Heaven in Flames (1999) spielte Akhenaten sämtliche Instrumente selbst ein, anschließend stieß Cryptic Winter als Gastmusiker am Schlagzeug zu ihm. Live halfen außerdem Kanwulf von Nargaroth (Live-Gitarre), Lord Imperial von Krieg, der ab Januar 2000 auch bei Akhenatens Band Weltmacht spielte (Live-Gitarre), Proscriptor von Absu (Live-Schlagzeug) und Butcher von Avenger und Maniac Butcher (Live-Schlagzeug) aus. Am 25. August 2002 gab Akhenaten bekannt, dass Judas Iscariot aufgelöst wurde; der 25. August ist auch das Todesdatum von Friedrich Nietzsche, den er als Inspiration nannte. Dementsprechend verweist auch der Titel der letzten EP Midnight Frost (To Rest with Eternity) (2003) darauf, dass dies die letzte Veröffentlichung war.

## Stil
Judas Iscariot spielte einen rohen, black-metal-beeinflussten Stil mit „Wurzeln im schleppenden Bereich“. Gegenüber der Musik, die er stets mit einem 4-Spur-Gerät und mit seiner eigenen Ausrüstung aufnahm, sieht Akhenaten allerdings die Inspiration durch Nacht, Dunkelheit, Kälte, bösartige Philosophien, Krieg, Tod und das Verlangen nach dem totalen Armageddon als wichtiger an. Als musikalische Inspiration gibt er Bands wie Graveland, Infernum, Darkthrone, Burzum und Moonblood an. An sich hasst er nach eigener Aussage Keyboards, wenn sie nicht wie bei Burzum und Graveland „geschmackvoll“ eingesetzt werden; dementsprechend setzte er sie auf dem Album Heaven in Flames (1999) ein, achtete jedoch auf einen sparsamen Gebrauch, der der Musik zusätzliche Dimension verleihen sollte. Seiner Meinung nach soll der aggressive Charakter der Musik durch die Keyboards nicht verloren gehen und Black Metal als apokalyptische Musik keinesfalls schön klingen. In Bezug auf Frauengesang zitiert er Barbarud von Maniac Butcher:

“FEMALE VOCALS??? WE HAVE OTHER USES FOR THE MOUTHS OF GIRLS!!!!”

„Weiblicher Gesang? Wir haben andere Nutzungsmöglichkeiten für die Münder von Mädchen!!!!“

Das Label Red Stream, bei dem das Album Heaven in Flames (1999) erschien, interpretiert die musikalische Entwicklung von Judas Iscariot als Weg hin zur Verbindung des langsamen, stimmungsvollen und atmosphärischen Klangs von Burzum oder Graveland mit den rohen, minimalistischen, aggressiven Blasts von Darkthrone.
Kai Wendel vom Rock Hard bezeichnete Akhenaten in seiner Kritik zu The Cold Earth Slept Below als „Stümper“, der „völlig unverdient zu Veröffentlichungsehren“ komme, da „[h]eutzutage […] wirklich alles auf CD gepreßt“ werde, „was irgendwie nach Black Metal klingt“. Am Schlagzeug könne er den Takt nicht halten; die Veröffentlichung sei „[h]undertprozentiger Müll“.
Das Demo Of Great Eternity (1997) erinnert teilweise an Darkthrone, wobei das Lied The Heavens Drop with Gore „eher im melodischen Teil anzusiedeln“ ist. Then Mourns the Wanderer wiederum ist langsamer, drückender und mit „hackendem“ Schlagzeug unterlegt.
Das Album Heaven in Flames (1999) weicht stark von früheren Veröffentlichungen ab, ist stark von Burzum beeinflusst und greift auf Keyboards zurück. Die Musik ist „[m]onoton und dumpf polternd“, das Riffing erzeugt eine melancholische Stimmung. Torsten vom Webzine FinalWar bezeichnet das Album als Vertonung dessen, was Black Metal für ihn ausmacht: „Ein Höchstmaß an Atmosphäre, Dunkelheit und Hass. Klänge, die in dir jegliches Gefühl von Mitleid, Freude oder Glückseligkeit ausmerzen und die Welt um dich herum in ein schwarzes Nichts verwandeln.“ Das für die Veröffentlichung verantwortliche Label Red Stream sieht im Album einen starken Graveland-Einfluss im Strukturaufbau durch repetitive Riffs, der Verbindung tonal abstrakter oder evokativ obskurer Melodien mit geradlinigeren Sektionen zur Veränderung der Stimmung von Nachdenklichkeit und Melancholie hin zu Bitterkeit und Wut sowie dem Gesang, der als harsches Bellen und Verwünschen beschrieben und als eindeutig vom Graveland-Sänger Rob Darken inspiriert bezeichnet wird. Das Schlagzeugspiel besteht, von den langsameren Sektionen abgesehen, aus trance-artigen Blastbeats im Stil von Darkthrones Transilvanian Hunger, die sich aus kleiner Trommel, großer Trommel und Hi-Hat zusammensetzen. Den Einsatz des Keyboards vergleicht Red Stream mit dem polnischer Bands und, speziell bei Gaze Upon Heaven in Flames, mit der US-amerikanischen Band Demoncy.
Die EP Dethroned, Conquered and Forgotten (2000) wiederum erinnert an Darkthrone zu Zeiten ihres Albums Transilvanian Hunger, und auch das Cover „kommt so minimalistisch und ungalant rüber wie seinerzeit bei Fenriz & Culto“. Robert Müller vom Metal Hammer zufolge kann sich der Katalog der Band „[z]umindest quantitativ […] sehen lassen“. Akhenaten gehe entsprechend seiner Bezugnahme auf die frühen Tage der Szene „primitiv und derb […] zur Sache, auch der Sound wirke wie eine Innenohrreinigung mittels Stacheldraht. "Musikalisch hingegen haben mich die Werke des Finsterlings noch nie besonders begeistern können, da macht diese CD keine Ausnahme. Die kalte, bösartige Atmosphäre stimmt zwar, aber auch in diesen kargen Gefilden gedeihen fähige Songschreiber. Akhenaten gehört leider nicht dazu, sondern lässt nur ein wohlbekanntes Riff nach dem anderen klirrend aufmarschieren. Die besten Momente kommen dementsprechend immer dann, wenn sich das Tempo zu einem schwerfälligen Stolpern verlangsamt und sich die schroffe Schönheit dieser minimalistischen Melodien entfalten kann.“
Das Album To Embrace the Corpses Bleeding (2002) liegt musikalisch zwischen Darkthrone und Burzum und schwankt dabei zwischen burzum-lastigeren Stücken wie Spectral Dance of the Macabre und raueren.
Mit der EP Moonlight Butchery (2002) kehrte Akhenaten „im Gegensatz zu dem eher schnellen Material der letzten Werke, zu seinen Wurzeln im schleppenden Bereich zurück“. Sie weist „eine unheimlich verlassene, kalte, grimmige Atmosphäre“ auf, „bietet also wieder die Qualität, die man von Akhenaten gewohnt ist“.
Seine letzte EP Midnight Frost (To Rest with Eternity) (2003) beinhaltet das Heidegger-Demo von 1992, das eine schlechte Tonqualität aufweist und „noch nichts mit der Klasse späterer Werke gemein“ hat, und zwei Lieder, die in anderen Versionen auf dem Debütalbum The Cold Earth Slept Below zu hören waren, hier jedoch schneller und kürzer sind.

## Ideologie
Als Ziel von Judas Iscariot sah Akhenaten Propaganda gegen die seiner Ansicht nach vorherrschende christliche Ignoranz. Allerdings versuchte er nicht, dafür ein breites Publikum zu erreichen, und meinte, er brauche die Unterstützung der Presse nicht und wolle sie auch nicht. Er benötige auch keine Tantiemen, stattdessen solle durch Judas Iscariot gewonnenes Geld wieder zurück in den Untergrund fließen.
Für einige gilt die Band als „DIE Institution, wenn es um Black Metal aus den USA geht“, für andere als überschätzter „Fall von übertriebenem Kultgehabe“. Akhenaten allerdings lehnt es ab, Judas Iscariot als die bekannteste US-Black-Metal-Band anzusehen und hielt Bands wie Black Funeral, Grand Belial’s Key, Krieg, Demoncy, Black Witchery, Thornspawn und Absu dagegen, die viel für die Glaubwürdigkeit des US-Untergrundes getan hätten. Die Band Grand Belial’s Key attackierte Imperial und Akhenaten in einem Interview und beschuldigte sie, für den Zustand der Szene verantwortlich zu sein und deshalb keinen Grund zu haben, sich über sie zu beschweren.
Akhenaten nannte Nietzsche als Einfluss sowohl für Judas Iscariot als auch sein eigenes Leben und bezeichnete den Nihilismus in Interviews als die einzige für ihn sinnvolle Philosophie; die Hölle beispielsweise sah er ebenso als Illusion an wie den Himmel und Gott, dementsprechend ist die Hölle bei ihm als bildlicher Gegensatz zum christlichen Gott zu verstehen. Vor Aufnahmen zieht er sich eigenen Angaben zufolge zurück, um seine inneren Dämonen aus seinem Bewusstsein bringen zu können. Bei den Aufnahmen zu Heaven in Flames hatte er nach eigenen Angaben über eine Woche keinen Kontakt zu anderen Personen und war in einem trance-artigen Zustand, an den er sich zu einem großen Teil nicht mehr erinnern kann. Auch eine Rezension zu diesem Album merkt an, er sei „wohl geistig absent“. Dass Akhenaten laut Robert Pöpperl-Berenda vom Rock Hard „aus Nietzsche nur das herausliest, was ihm genehm ist, wird die Hörer-Zielgruppe wahrscheinlich nicht übermäßig stören, politisch Aufgeweckten aber zu Recht ein Dorn im Auge sein“.
Hin und wieder wird Judas Iscariot dem rechtsextremen Spektrum zugeordnet. Bezüglich dieser Vorwürfe äußerte er, „daß Judas Iscariot keine Nazi Band ist. Ich selbst bin auch kein Nazi. Meine Utopie ist es, mit einem Flammenwerfer durch die Straßen zu laufen und jeden Menschen, der mir ins Blickfeld kommt, zu Asche zu verbrennen. Wenn andere Bands denken, Politik in ihre Musik packen zu müssen, dann ist das ihre Sache, aber das hat nichts mit meiner Band zu tun“. Auch gibt er an, er verabscheue „Hillbilly-‚hate-niggers‘-Mentalität“, Rassismus sei ein Thema, dem man sich „mit Intelligenz und Zurückhaltung“ nähern sollte. Er sei weder am Nationalsozialismus interessiert noch Teil des NSBM-Untergrundes. Andererseits äußerte er, in seinen Augen seien die „Arier“ die schönste und der physischen Perfektion am nächsten stehende „Rasse“ und bezeichnet das Christentum als eine der „arischen Rasse fremde Religion“ mit „untermenschlichem Ursprung“. Darüber hinaus beteiligte sich Akhenaten mit seinem anderen Projekt Weltmacht an der Kompilation The Night and the Fog. A Tribute to the National Socialist Black Metal Underground.

## Diskographie
- 1992: Heidegger (Demo)
- 1993: Demo (Demo)
- 1996: Arise, My Lord … (EP; Breath of Night Records, Moribund Records)
- 1996: The Cold Earth Slept Below… (Moribund Records)
- 1996: Thy Dying Light (Moribund Records, Chanteloup Creations)
- 1997: Of Great Eternity (Elegy Records)
- 1998: Distant in Solitary Night (Moribund Records)
- 1999: Judas Iscariot / Weltmacht (Split mit Weltmacht; Sombre Records)
- 1999: Heaven in Flames (Red Stream Inc., At War Records, End All Life Productions)
- 2000: From Hateful Visions (Best of; Pagan Records)
- 2000: None Shall Escape the Wrath (Split mit Krieg, Eternal Majesty und Macabre Omen; Spikekult Records)
- 2000: Dethroned, Conquered and Forgotten (EP; Red Stream Inc., Chanteloup Creations)
- 2000: Under the Black Sun (Live-LP; Painiac Records)
- 2001: To the Coming Age of Intolerance (Split-EP mit Krieg; Painiac Records)
- 2002: March of the Apocalypse (EP; Sombre Records)
- 2002: To Embrace the Corpses Bleeding (Red Stream Inc., Irond, No Colours Records)
- 2002: Moonlight Butchery (EP; No Colours Records)
- 2003: Midnight Frost (To Rest with Eternity) (EP; Sombre Records)